# Greenea commersonii
Greenea commersonii är en måreväxtart som först beskrevs av Pieter Willem Korthals, och fick sitt nu gällande namn av Christian Tange och Markus Ruhsam. Greenea commersonii ingår i släktet Greenea och familjen måreväxter.
Artens utbredningsområde är Sumatera. Inga underarter finns listade i Catalogue of Life.